# Cartel (band)

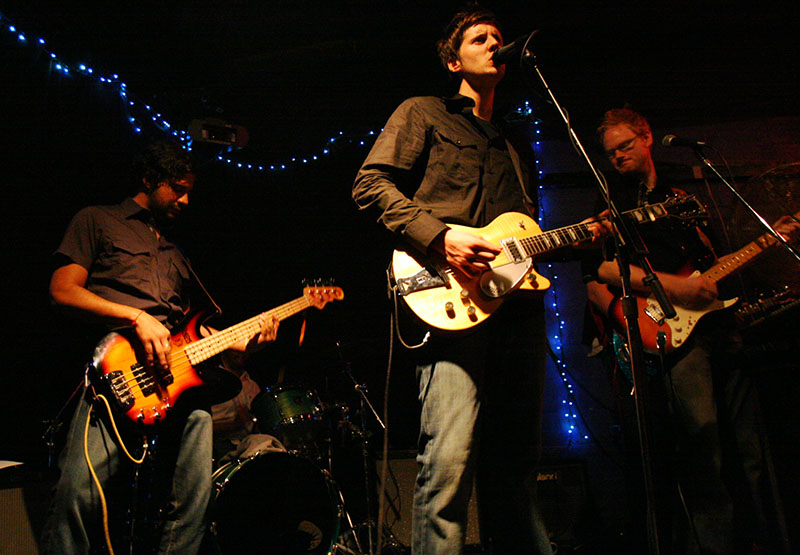
Cartel

Cartel een poppunk band uit de Verenigde Staten die in 2004 werd opgericht. 

## Biografie
De band werd opgericht door Will Pugh, Joseph Pepper, Nic Hudson, Ryan Roberts en Kevin Sanders. Ze zaten samen op school en toen werd de band ook gesticht. Reeds in 2004 bracht de groep de ep "The Ransom" uit. Vooral door middel van muzieksites als Myspace en Purevolume werd de band snel bekend. In 2005 brachten ze hun eerste en tot nu toe enige volledige album uit "Chroma". Hierna volgden enkel nog singles en lp's.
In 2006 tekende Cartel bij Epic Records en begon te toeren ter ondersteuning van andere bands, zoals New Found Glory, The Early November, Hit the Lights en vele andere. In 2006 brachten ze een cover van Oasis uit: het nummer "Wonderwall". Het is te vinden op het album Punk goes 90's. Ryan Roberts besloot de band te verlaten en werd vervangen door Jeff Lett, die reeds lange tijd een vriend van de band was.
In 2007 kwam hun single "Say Anything (Else)" uit en deze werd een succes.
In 2009 kwam er een nieuw album uit "Cycles".

## Discografie

### Albums
- Chroma (2005)
- Cycles    (2009)

### Ep's
- The Ransom ep (2004)
- Live Dudes (2006)
- Warped Tour Session (2006)

### Singles
- Honestly (2005)
- Say Anything (Else)(2007)
- Save us